# شعر عثماني
الشعر العثماني، أو الشعر العثماني الديواني، وهو معروف بنسبة صغيرة خارج تركيا الحديثة، وهو قلب الآداب التي كانت موجودة في أيام الدولة العثمانية، وهي، في النهاية آداب تقليدية شعرية غنية دامت 700 سنة، وحافظت على تأثيرها في الأشعار التركية الحديثة.
واشتهر من شعراء الديوان العثماني، الشعراء: فضولي، وباقي، ونصوح السلاحي، وفيجاني.

## السلاطين الشعراء
أتقن عدد من السلاطين العثمانيين الشعر وأصبحوا شعراء على مستوى عال ومن هؤلاء :
- محمد الفاتح[1][2]، واختار لنفسه اسمّا شعريًّا هو: عوني، أي المُعِين.[3]
- سليمان القانوني، الذي اختار لنفسه اسم «مُحبِّي».

حديثا
أعلنت تركيا عن إقامة معرض ينشر فيه أشعار سليمان القانوني التي كتبها إلى زوجته بعد أن قام بعض الباحثين المختصين بجمعها من مئات المصادر والمراجع المختلفة.

## وصلات خارجية
- www.osmanlimedeniyeti.com/Edebiyat/ عدة عينات من الشعر العثماني.